# Edmund Hockridge
Edmund Hockridge (Vancouver, 9 agosto 1919 – Cambridgeshire, 15 marzo 2009) è stato un baritono e attore teatrale canadese.

## Biografia

### Carriera
Hockridge crebbe in una fattoria nei pressi di Vancouver. Sua madre era una pianista, mentre suo padre e i suoi tre fratelli amavano cantare. A 17 anni, incoraggiato da John Charles Thomas, intraprende la carriera musicale.
All'Seconda guerra mondiale andò oltremare con la Royal Canadian Air Force, lavorando con la Glenn Miller Orchestra e con la Canadian Band of the Allied Expeditionary Force, condotta da Robert Farnon. Durante la guerra lavora come intrattenitore sulla radio, cantando e producendo 400 spettacoli per British Forces Broadcasting Service. Quando la guerra finì, ebbe una proprio radio show costa a costa da Toronto.
Nel frattempo sviluppò anche una carriera nell'opera, ottenendo importanti ruoli nel Don Giovanni, ne La bohème e in Peter Grimes. Il successo arriva nel 1950 con il ruolo di Billy Bigelow nel musical Carousel di Rodgers and Hammerstein al Theatre Royal Drury Lane di Londra, e da questo momento cominceranno i suoi quarant'anni di carriera nel Regno Unito. Nel cast trovò una danzatrice diciannovenne, Jackie Jefferson, che in seguito decideranno di sposarsi, trasferendosi a Peterborough.
Continuò la sua carriera sia nella radio che nell'opera, partecipando a tantissimi spettacoli. Nell'ottobre del 1968, Hockridge apparì sul Morecambe & Wise Show della BBC.
Nel 1986, all'età di 67 anni, si unì con la cantante rock Suzi Quatro in una produzione del musical Annie Get Your Gun, la sua settima apparizione in un musical.
Continuò ad esibirsi regolarmente, più tardi anche con la sua famiglia, fino al suo ritiro.

### Morte
Hockridge morì il 15 marzo 2009 all'età di 89 anni nel Cambridgeshire.

## Registrazioni
La sua prima registrazione fu Serenade (1950) prodotta dalla Decca Records, ma non ottenne molto successo. Nel 1953 realizzò registrazioni di canzoni provenienti da musical come Guys and Dolls, Carousel, and Can-Can sulla HMV. Nel 1956 con la Pye Records ottenne il suo primo successo con le stesse canzoni. La sua seconda registrazione fu quella di una sua versione di Sixteen Tons e di Young and Foolish. Successivamente continuò a registrare per la Pye Records, pur non ottenendo più altri successi.